# Ariel Juárez
Ariel Juárez Montaño (La Paz, 23 de junio de 1988) es un futbolista boliviano. Juega como defensa.

## Trayectoria
Hizo su debut con Bolívar el año 2006 en un partido contra Blooming en Santa Cruz con triunfo por 1-0.

## Selección nacional
Disputó el Sudamericano Sub-20 del año 2007 jugado en Paraguay con la Selección de fútbol sub-20 de Bolivia. Jugó 3 partidos sin anotar goles.

## Clubes
| Club                   | País    | Año         |
| ---------------------- | ------- | ----------- |
| Bolívar                | Bolivia | 2006 - 2010 |
| Real Potosí            | Bolivia | 2010 - 2012 |
| Bolívar                | Bolivia | 2012 - 2013 |
| San José               | Bolivia | 2013 - 2019 |
| Royal Pari             | Bolivia | 2020 - 2022 |
| Club Jorge Wilstermann | Bolivia | 2023        |

## Palmarés

### Títulos nacionales
| Título           | Club     | Año           |
| ---------------- | -------- | ------------- |
| Primera División | Bolívar  | Apertura 2006 |
| Primera División | Bolívar  | Apertura 2009 |
| Primera División | Bolívar  | Clausura 2013 |
| Primera División | San José | Clausura 2018 |